# Францішек Сікорський
Франці́шек Сіко́рський (пол. Franciszek Sikorski; нар. 4 жовтня 1889, Львів — пом. навесні 1940, Харків) — польський інженер, бригадний генерал Війська Польського, жертва Катинської розправи. 

## Життєпис
Народився в сім'ї ветеринара Нарциза Сікорського та Адели з роду Малушинських. Родина проживала в садибі на вул. Зелена, 82.
У Львові закінчив гімназію, після чого навчався у Львівській політехніці, а також вивчав філологію в  Ягеллонському університеті. Перед Першою світовою війною належав до польських військово-незалежницьких організацій: Союзі активної боротьби (з травня 1909 р.) та Стрілецького союзу (з 1910). Закінчив сержантську стрілецьку школу та вищі офіцерські курси 1912 року.
Під час Першої світової війни з 16 серпня 1914 р. до липня 1917 р. служив у Легіонах Польських як командир батальйону 3-го, а потім 4-го піхотного полку (поручник із вересня 1914 р., капітан з січня 1915). Після «кризи присяги» його ув'язнили у Перемишлі, а потім у листопаді 1917 р. він вступив до  лав Австро-Угорської армії. З січня 1918 р. командував Львівським округом Польської військової організації. З жовтня 1918 р. вже у відродженому Війську Польському у лавах 4-ї дивізії польських стрільців. У грудні 1918 р. став командиром 13-го полку польських стрільців польської армії у Франції, на чолі якого повернувся через Буковину на батьківщину.
У липні 1919 р. прийняв командування 28 піхотного полку канівських стрільців. У жовтні 1919 — грудні 1920 обіймав посаду командира 19-ї, а потім 20-ї піхотної бригади. З травня по листопад 1920 р. воював із більшовиками спочатку на Північному фронті, далі у Варшавській битві на Радзимінських полях, а згодом у переслідуванні в Західній Галичині. З грудня 1920 по квітень 1921 року був слухачем розвідувальних курсів для старших командирів у Вищій воєнній школі. У період з квітня 1921 по січень 1922 р. був командиром 19-ї піхотної бригади і виконувачем обов'язків командира 10-ї піхотної дивізії.
Особливо відзначився у боях «у червні під час боїв на Дісні особисто командуючи бригадою, кількаразово відбиваючи ворожі атаки та прикриваючи відхід польських військ». За цю звитяжність був удостоєний орденом Virtuti Militari.
3 травня 1922 підтверджений у званні полковника зі стажем з 1 червня 1919 р. і 53 місцем у корпусі офіцерів піхоти. У 1923 — липні 1926 був «командиром дивізійної піхоти» 9-ї піхотної дивізії у Седльцях. Під час травневого перевороту 1926 року виступив на боці Юзефа Пілсудського. На чолі 22-го піхотного полку вирушив на підмогу Варшаві. З липня 1926 р. по березень 1932 р. був командиром 9-ї піхотної дивізії.
16 березня 1927 року підвищений до звання генерала бригади. З березня 1932 р. по червень 1933 р. перебував у розпорядженні командувача Командування корпусу округу №9 у Бересті. 30 червня 1933 переведений у запас. Оселився у Варшаві (за твердженням Поляка — у Львові), брав участь у діяльності Спілки птахівників і писав щоденник, який згорів у вересні 1939 року. 
Після нацистської Німеччини на Польщу 5 вересня евакуювався до Берестя, де мав перебрати на себе командування фортецею. Потім виїхав у Львів, де надійшов у розпорядженні командування Південного фронту. 12 вересня прийняв командування обороною Львова, де воював з німецькими військами. Після радянського вторгнення у Польщу і капітуляції Львова перед Червоною Армією його, всупереч умовам капітуляції міста, взяли в радянський полон і перевезли у Старобільський табір. Навесні 1940 р. страчений органами НКВС у Харкові й похований у П'ятихатках.
Із 17 червня 2000 похований на кладовищі жертв тоталітаризму в Харкові. 5 жовтня 2007 року президент Лех Качинський посмертно підвищив його до звання дивізійного генерала.

## Сім'я
Сікорський був одружений і мав трьох дочок: Кристину (1924 р. н.), Аделу на ім'я Ада (1928-1996) та Марію (1931 р. н.). Ада, Марія та їхня мати були серед сотень тисяч поляків, депортованих Радянським Союзом у табори примусової праці в Сибіру. Всіх трьох у 1940 році вивезли на примусові роботи у поселення Западний Архангельської області. 1942 року їм удалося переїхати з СРСР разом із новоствореною польською Армією Андерса в Іран. Адела та Марія були серед тих багатьох тисяч польських дітей, що навчалися в 1942-45 роках у польських школах, створених у Ісфагані.
Ставши дорослою, Ада Фіґ'єра Сікорська була провідною есперантисткою і редакторкою «Heraldo de Esperanto».